# Saison 2022-2023 du Stade lavallois
Maillots
Chronologie
Saison précédente Saison suivante
La saison 2022-2023 du Stade lavallois est la 118e saison de l'histoire du club. Les Mayennais sont engagés dans deux compétitions : la Ligue 2 et la Coupe de France.
Promu en Ligue 2 et champion de National en titre, le Stade lavallois connait une intersaison relativement calme : 70% de l'effectif est conservé. Le budget prévisionnel est de 9,3 millions d'euros.

## Résumé de la saison

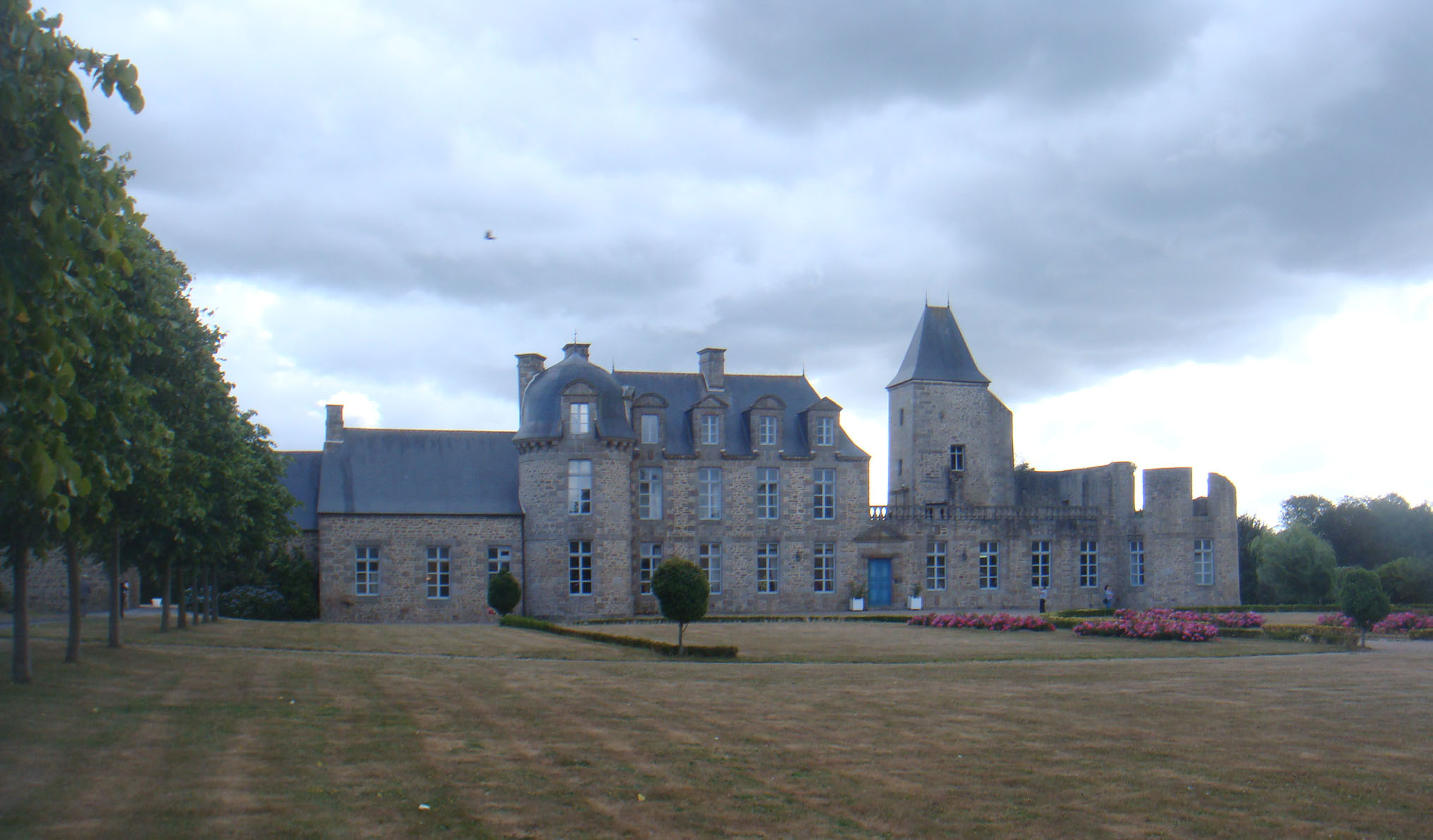
Le château du Bois-Guy.

La reprise a lieu le 20 juin 2022. Le 26 juin, le groupe part en stage au Football Center du château du Bois-Guy à Parigné (Ille-et-Vilaine),. Six renforts sont présents, dont Anthony Gonçalves, joueur emblématique des années 2010, qui fait son retour au club. Le stage est ponctué par un match amical à Fougères contre l'US Concarneau, qui se termine sur un score de parité (1-1).
Le bilan des matches de préparation est de trois victoires, deux matches nuls et une défaite.
Le début de saison est convaincant mais la défaite à Nîmes à la cinquième journée semble marquer un coup d'arrêt à la bonne dynamique observée jusque-là. L'équipe aligne alors quatre défaites consécutives, avant de retrouver la victoire à Quevilly. Le 15 octobre face au SM Caen, le Stade lavallois réalise son match le plus abouti de la saison, et remporte sa première victoire à domicile (4 à 0), dans un match joué à guichets fermés. Le club est éliminé de la Coupe de France au septième tour par Orvault SF, club de R1.
Omniprésent à la dernière passe et devant le but, le meneur de jeu Julien Maggiotti est l'élément majeur du début de saison lavallois, jusqu'à sa blessure au mois de novembre qui le rend indisponible pour le reste de la saison.

## Mouvements à l'intersaison

### Transferts
Aucun joueur majeur ne quitte le club à l'intersaison. Longtemps annoncé partant, Bryan Gonçalves est finalement de retour à l'entraînement début août. Baptiste Etcheverria (plus de 2000 minutes de jeu en 2021-2022) n'est pas conservé. Les autres départs concernent des joueurs ayant eu un temps de jeu réduit. Huit nouveaux joueurs rejoignent le club. Julien Maggiotti part libre à Charleroi mais est prêté dans la foulée à Laval.
| Date           | Poste | Nom                  | Nationalité(s) | Sélection          | Transfert | Contrat  | Provenance/Destination | Division      |
| -------------- | ----- | -------------------- | -------------- | ------------------ | --------- | -------- | ---------------------- | ------------- |
| Arrivées       |       |                      |                |                    |           |          |                        |               |
| 20 juin 2022   | B C   | Steven Nsimba        |                | Ligue de Paris-IDF | Libre     | 1 an +1  | Bourges Foot 18        | National 2    |
| 20 juin 2022   | D C   | Pape Djibril Diaw    |                | Sénégal            | Prêt      | 1 an     | Rukh Lviv              | Premier-Liha  |
| 21 juin 2022   | MO C  | Julien Maggiotti     |                | Ligue de Corse     | Prêt      | 1 an     | RSC Charleroi          | Division 1A   |
| 21 juin 2022   | M C   | Kévin Tapoko         |                | France U16         | Libre     | 1 an +1  | Hapoël Haïfa           | Liga ha'Al    |
| 27 juin 2022   | D D   | Sam Sanna            |                | France U15         | Prêt      | 1 an     | Toulouse FC            | Ligue 2 BKT   |
| 1 juillet 2022 | A C   | Zakaria Naidji       |                | Algérie            | Libre     | 1 an +2  | Paradou AC             | Ligue 1 Pro   |
| 1 juillet 2022 | D C   | Yohan Tavares        |                | Portugal U23       | Libre     | 1 an +1  | Belenenses SAS         | Primeira Liga |
| 5 juillet 2022 | MD C  | Anthony Gonçalves    |                |                    | Libre     | 1 an +1  | SM Caen                | Ligue 2 BKT   |
| 31 août 2022   | D G   | Hamza Mouali         |                | Algérie A'         | Prêt      | 2 ans    | Paradou AC             | Ligue 1 Pro   |
| Départs        |       |                      |                |                    |           |          |                        |               |
| 16 mai 2022    | M C   | Átila Fontinha       |                |                    | Libre     |          | US Créteil-Lusitanos   | National 2    |
| 16 mai 2022    | D D   | Baptiste Etcheverria |                |                    | Libre     | 2 ans +1 | AS Nancy-Lorraine      | National      |
| 16 mai 2022    | A C   | Ambroise Gboho       |                |                    | Libre     | 2 ans    | US Concarneau          | National      |
| 25 mai 2022    | D C   | Maxence Carlier      |                |                    | Libre     |          | CS Sedan               | National      |
| 4 juin 2022    | A C   | Sofiane Barroug      |                |                    | Libre     |          | US Saint-Malo          | National 2    |
| 19 juin 2022   | MO C  | Julien Maggiotti     |                | Ligue de Corse     | Libre     | 2 ans +1 | RSC Charleroi          | Division 1A   |
| 20 juin 2022   | D D   | Yazid Aït-Moujane    |                | Maroc U20          | Libre     |          | Paris 13 Atletico      | National      |
| 20 juin 2022   | B C   | Ludéric Etonde       |                |                    | Libre     |          | Paris 13 Atletico      | National      |
| 21 juin 2022   | D CG  | Paul Terrien         |                | France U15         | Libre     |          | Châteaubriant          | National 2    |
| 24 juin 2022   | MD C  | Randi Goteni         |                | Congo              | Libre     |          | Paris 13 Atletico      | National      |

| Date            | Poste | Nom              | Nationalité(s) | Sélection  | Transfert   | Contrat | Provenance/Destination | Division    |
| --------------- | ----- | ---------------- | -------------- | ---------- | ----------- | ------- | ---------------------- | ----------- |
| Arrivées        |       |                  |                |            |             |         |                        |             |
| 5 janvier 2023  | A C   | Simon Elisor     |                |            | Prêt        | 6 mois  | RFC Seraing            | Division 1A |
| 6 janvier 2023  | M C   | Antonin Bobichon |                | France U16 | Libre       | 1 an ½  | Angers SCO             | Ligue 1     |
| Départs         |       |                  |                |            |             |         |                        |             |
| 31 janvier 2023 | D G   | Hamza Mouali     |                | Algérie A' | Retour prêt |         | Paradou AC             | Ligue 1 Pro |

### Intégrations à l'équipe première
Trois jeunes de l'équipe réserve intègrent le groupe pro lors de la préparation :
- Adama Wagui, gardien né en 2002 passé par le Stade rennais.
- John Da, défenseur central né en 2000, quart de finaliste de l'Euro U17 en 2017[8].
- Dembo Sylla, joueur de couloir né en 2002 à Laval de parents guinéens. Il signe son premier contrat professionnel en août 2022[9].

En cours de saison, Junior Armando Mendes, attaquant hispano-sénégalais de 20 ans, est appelé en équipe première et fait ses débuts en Ligue 2.

### Encadrement technique
Le staff technique est inchangé.

## Effectif professionnel
Le tableau suivant présente l'effectif professionnel du Stade lavallois pour la saison 2022-2023.

## Matchs de la saison

### Matchs amicaux
Six matches amicaux ont lieu lors de la préparation. Quatre autres matches amicaux sont organisés pendant la trêve de la Coupe du monde 2022.
| Date              | Adversaire           | Division   | Lieu                | Score | Buteurs du club                                         |
| ----------------- | -------------------- | ---------- | ------------------- | ----- | ------------------------------------------------------- |
| 1 juillet 2022    | US Concarneau        | National   | Fougères            | 1-1   | Roye (23')                                              |
| 9 juillet 2022    | EA Guingamp          | Ligue 2    | Dinan               | 1-2   | Durbant (40')                                           |
| 13 juillet 2022   | Stade briochin       | National   | Château-Gontier     | 4-2   | N’Chobi (15’), Durbant (33’), Perrot (51’), Baldé (82’) |
| 17 juillet 2022   | Angers SCO           | Ligue 1    | Segré               | 0-0   |                                                         |
| 20 juillet 2022   | Lusitanos Saint-Maur | National 2 | Lassay-les-Châteaux | 3-1   | Baldé (70’), D. Sylla (74’), Naidji (77’)               |
| 23 juillet 2022   | SO Cholet            | National   | Ancenis             | 3-1   | Roye (19'), Adéoti (43'), Maggiotti (pen, 71')          |
| 24 septembre 2022 | Angers SCO B         | National 2 | Laval               | 0-0   |                                                         |
| 18 novembre 2022  | Stade briochin       | National   | Laval               | 1-0   | Naidji (7’)                                             |
| 10 décembre 2022  | US Quevilly Rouen    | Ligue 2    | Le Petit-Quevilly   | 1-1   | Naidji (14’)                                            |
| 16 décembre 2022  | FC Nantes            | Ligue 1    | Nantes              | 1-1   | Mupemba (89')                                           |
| 21 décembre 2022  | Angers SCO           | Ligue 1    | Angers              | 1-2   | D. Sylla (90')                                          |

### Ligue 2
Le calendrier du Stade lavallois pour la saison 2022-2023 a été dévoilé le 17 juin 2022 par la LFP.
| Date                      | Journée | TV                                            | Adversaire             | Lieu | Score | Buteurs du club                                       | Class. | Affluence |
| ------------------------- | ------- | --------------------------------------------- | ---------------------- | ---- | ----- | ----------------------------------------------------- | ------ | --------- |
| Samedi 30 juillet 2022    | J01     | Prime Video (multiplex)                       | SC Bastia              | Ext. | 0 - 2 | Naidji (16', 63')                                     | 3ème   | 9 835     |
| Samedi 6 août 2022        | J02     | Prime Video (multiplex)                       | EA Guingamp            | Dom. | 1 - 2 | A. Gonçalves (5')                                     | 9ème   | 8 613     |
| Samedi 13 août 2022       | J03     | Prime Video (multiplex)                       | FC Annecy              | Ext. | 0 - 1 | Maggiotti (14')                                       | 6ème   | 4 600     |
| Samedi 20 août 2022       | J04     | Prime Video (multiplex)                       | FC Metz                | Dom. | 3 - 3 | Naidji (33', 75'),Diaw (90'+2)                        | 6ème   | 7 782     |
| Samedi 27 août 2022       | J05     | Prime Video (multiplex)                       | Nîmes Olympique        | Ext. | 1 - 0 | -                                                     | 8ème   | 2 221     |
| Mardi 30 août 2022        | J06     | Prime Video (multiplex)                       | Le Havre AC            | Dom. | 1 - 3 | Diaw (32')                                            | 12ème  | 8 201     |
| Vendredi 2 septembre 2022 | J07     | Prime Video (multiplex)                       | FC Sochaux-Montbéliard | Ext. | 4 - 1 | Maggiotti (29')                                       | 14ème  | 9 311     |
| Samedi 10 septembre 2022  | J08     | Prime Video (multiplex)                       | Pau FC                 | Dom. | 0 - 1 | -                                                     | 16ème  | 5 875     |
| Samedi 17 septembre 2022  | J09     | Prime Video (multiplex)                       | US Quevilly Rouen      | Ext. | 1 - 3 | Durbant (7' sp), Maggiotti (10', 74')                 | 13ème  | 3 000     |
| Lundi 3 octobre 2022      | J10     | beIN Sports 1                                 | Girondins de Bordeaux  | Dom. | 1 - 2 | Maggiotti (56')                                       | 13ème  | 8 546     |
| Samedi 8 octobre 2022     | J11     | Prime Video (multiplex)                       | Grenoble Foot 38       | Ext. | 3 - 2 | Maggiotti (26' sp), Seidou (44')                      | 17ème  | 4 449     |
| Samedi 15 octobre 2022    | J12     | Prime Video (multiplex)                       | Stade Malherbe Caen    | Dom. | 4 - 0 | Baldé (13'), Durbant (31'), Sanna (57'), Adéoti (87') | 14ème  | 8 702     |
| Samedi 22 octobre 2022    | J13     | Prime Video (multiplex)                       | Paris FC               | Ext. | 0 - 0 | -                                                     | 14ème  | 3 000     |
| Samedi 5 novembre 2022    | J14     | Prime Video (multiplex)                       | Chamois niortais FC    | Dom. | 2 - 1 | Roye (15'), Maggiotti (59')                           | 13ème  | 6 717     |
| Samedi 12 novembre 2022   | J15     | Prime Video (multiplex)                       | Valenciennes FC        | Dom. | 1 - 0 | Baudry (41')                                          | 10ème  | 6 823     |
| Lundi 26 décembre 2022    | J16     | Prime Video (multiplex)                       | Dijon FCO              | Ext. | 5 - 0 | -                                                     | 14ème  | 6 481     |
| Vendredi 30 décembre 2022 | J17     | Prime Video (multiplex)                       | Amiens SC              | Dom. | 0 - 3 | -                                                     | 15ème  | 6 779     |
| Mardi 10 janvier 2023     | J18     | La chaîne L'Équipe et Prime Video (multiplex) | AS Saint-Étienne       | Ext. | 1 - 0 | -                                                     | 15ème  | 13 603    |
| Vendredi 13 janvier 2020  | J19     | Prime Video (multiplex)                       | Rodez AF               | Dom. | 3 - 1 | Durbant (16'), Bobichon (49'), Baudry (78')           | 14ème  | 5 252     |
| Samedi 28 janvier 2023    | J20     | Prime Video (multiplex)                       | Stade Malherbe Caen    | Ext. | 0 - 0 | -                                                     | 14ème  | 12 912    |
| Mardi 31 janvier 2023     | J21     | Prime Video (multiplex)                       | Dijon FCO              | Dom. | 1 - 0 | Durbant (66')                                         | 12ème  | 5 585     |
| Vendredi 3 février 2023   | J22     | Prime Video (multiplex)                       | Valenciennes FC        | Ext. | 3 - 1 | Naidji (82')                                          | 14ème  | 5 369     |
| Samedi 11 février 2023    | J23     | Prime Video (multiplex)                       | FC Annecy              | Dom. | 1 - 1 | Naidji (7')                                           | 14ème  | 5 768     |
| Samedi 18 février 2023    | J24     | Prime Video (multiplex)                       | Pau FC                 | Ext. | 0 - 1 | Ruiz (40' csc)                                        | 12ème  | 2 931     |
| Samedi 25 février 2023    | J25     | Prime Video (multiplex)                       | US Quevilly Rouen      | Dom. | 0 - 1 | -                                                     | 14ème  | 5 628     |
| Samedi 4 mars 2023        | J26     | Prime Video(multiplex)                        | Le Havre AC            | Ext. | 2 - 1 | Adéoti (10')                                          | 15ème  | 8 074     |
| Samedi 11 mars 2023       | J27     | Prime Video(multplex)                         | Paris FC               | Dom. | 1 - 2 | Elisor (18')                                          | 15ème  | 5 680     |
| Samedi 18 mars 2023       | J28     | Prime Video(multiplex)                        | Chamois niortais FC    | Ext. | 3 - 2 | Bobichon (40') Elisor (83')                           | 17ème  | 2 213     |
| Samedi 1er avril 2023     | J29     | Prime Video(multiplex)                        | FC Metz                | Ext. | 1 - 0 | -                                                     | 17ème  | 15 342    |
| Samedi 8 avril 2023       | J30     | Prime Video(multiplex)                        | Grenoble Foot 38       | Dom. | 0 - 1 | -                                                     | 17ème  | 6 481     |
| Samedi 15 avril 2023      | J31     | Prime Video(multiplex)                        | Rodez AF               | Ext. | 1 - 0 | -                                                     | 17ème  | 2 701     |
| Samedi 22 avril 2023      | J32     | Prime Video(multiplex)                        | FC Sochaux-Montbéliard | Dom. | 2 - 1 | Elisor (7') Bobichon (29')                            | 17ème  | 7 771     |
| Samedi 29 avril 2023      | J33     | Prime Video(multiplex)                        | EA Guingamp            | Ext. | 3 - 1 | Elisor (35')                                          | 18ème  | 9 860     |
| Samedi 6 mai 2023         | J34     | Prime Video(multiplex)                        | SC Bastia              | Dom. | 2 - 1 | Elisor (17', 25' sp)                                  | 17ème  | 7 358     |
| Samedi 13 mai 2023        | J35     | La chaîne L'Équipe et Prime Video (multiplex) | AS Saint-Étienne       | Dom. | 2 - 1 | Elisor (31') Bobichon (50')                           | 16ème  | 8 969     |
| Samedi 20 mai 2023        | J36     | beIN Sports 1                                 | Girondins de Bordeaux  | Ext. | 3 - 0 | -                                                     | 18ème  | 25 331    |
| Vendredi 26 mai 2023      | J37     | Prime Video(multiplex)                        | Nîmes Olympique        | Dom. | 2 - 0 | Elisor (18') Naidji (36')                             | 18ème  | 8 673     |
| Vendredi 2 juin 2023      | J38     | Prime Video(multiplex)                        | Amiens SC              | Ext. | 1 - 2 | Bobichon (68') Diaw (90'+4)                           | 15ème  | 12 300    |

### Coupe de France
| Date                     | Tour    | TV     | Adversaire | Niveau | Lieu | Score           | Buteurs du club | Affluence |
| ------------------------ | ------- | ------ | ---------- | ------ | ---- | --------------- | --------------- | --------- |
| Dimanche 30 octobre 2022 | 7e tour | FFF TV | Orvault SF | R1     | Ext. | 1 - 1 (6-5 tab) | Durbant (83')   | 1 800     |

## Statistiques

### Statistiques collectives
Le Stade lavallois affiche la moyenne d'âge la plus élevée de la division : 29 ans et 238 jours.
À l'intersaison, les matches du Stade lavallois sont parmi les plus spectaculaires de la division : en moyenne, 2,95 buts sont inscrits à chaque rencontre.

### Statistiques individuelles
Omniprésent à la dernière passe (41 passes clés) et devant le but (30 tirs), Julien Maggiotti est le joueur majeur de l'équipe.

### Trophées UNFP
Julien Maggiotti est nommé pour le trophée UNFP du joueur du mois d'octobre.

### Tango du mois
À la fin de chaque mois les supporters sont invités à voter sur le site officiel du club pour élire le meilleur joueur de leur équipe. Les votes multiples étant possibles, les résultats sont sujets à caution.
- Août : Zakaria Naidji.
- Septembre : Dembo Sylla.
- Octobre : Yasser Baldé.
- Novembre : Julien Maggiotti.
- Janvier : Sam Sanna.
- Février : Geoffray Durbant.
- Mars : Simon Elisor.
- Avril : Simon Elisor.

### Talents Foot-National
Après chaque match, le site spécialisé Foot-National.com sonde les entraîneurs de Ligue 2. Chaque entraineur sélectionne le joueur de l'équipe adverse qui lui a fait la meilleure impression lors de leur confrontation. Chaque joueur nommé marque un point. Celui qui comptabilise le plus de points à la fin de la saison est élu meilleur joueur de Ligue 2. Un joueur expulsé ne peut être cité.
Après trente-cinq journées, Julien Maggiotti a été nommé huit fois, Jimmy Roye six fois, Jordan Adéoti quatre fois et Sam Sanna trois fois.
| Poste | Joueur            | Talents Foot-National |
| ----- | ----------------- | --------------------- |
| MOC   | Julien Maggiotti  | 8                     |
| MC    | Jimmy Roye        | 6                     |
| MC    | Jordan Adéoti     | 4                     |
| MC    | Sam Sanna         | 3                     |
| BT    | Simon Elisor      | 2                     |
| DD    | Anthony Gonçalves | 2                     |
| DG    | Edson Seidou      | 2                     |
| DC    | Yasser Baldé      | 1                     |
| MC    | Antonin Bobichon  | 1                     |
| BC    | Geoffray Durbant  | 1                     |
| DC    | Bryan Goncalves   | 1                     |
| AC    | Zakaria Naidji    | 1                     |
| AC    | Kader N'Chobi     | 1                     |
| GB    | Alexis Sauvage    | 1                     |
| DD    | Dembo Sylla       | 1                     |

### Talents RMC-BKT
Julien Maggiotti est élu Talent RMC-BKT de la 14è journée, et Marvin Baudry à la 15è journée.

### Notations de la presse
La rédaction sportive de Ouest-France note les performances des joueurs lavallois à chaque match.
| Poste | Joueur            | Matches notés | Note moyenne |
| ----- | ----------------- | ------------- | ------------ |
| GB    | Alexis Sauvage    | 22            | 5,20         |
| GB    | Maxime Hautbois   | 3             | 6,00         |
| DD    | Anthony Gonçalves | 21            | 5,79         |
| DD    | Dembo Sylla       | 6             | 5,92         |
| DC    | Marvin Baudry     | 20            | 5,35         |
| DC    | Yohan Tavares     | 19            | 5,45         |
| DC    | Bryan Goncalves   | 14            | 5,68         |
| DC    | Djibril Diaw      | 6             | 5,42         |
| DC    | Yasser Baldé      | 8             | 5,56         |
| DC    | Pierrick Cros     | 2             | 4,25         |
| DC    | John Da           | 2             | 3,25         |
| DG    | Edson Seidou      | 21            | 5,24         |
| DG    | Rémi Duterte      | 4             | 4,25         |
| DG    | Hamza Mouali      | 2             | 4,25         |
| MDC   | Jordan Adéoti     | 9             | 4,61         |
| MC    | Jimmy Roye        | 24            | 5,48         |
| MC    | Sam Sanna         | 16            | 6,03         |
| MC    | Ryan Ferhaoui     | 4             | 5,63         |
| MC    | Antonin Bobichon  | 7             | 5,36         |
| MC    | Kevin Tapoko      | 2             | 4,75         |
| MOC   | Julien Maggiotti  | 15            | 6,37         |
| AC    | Zakaria Naidji    | 18            | 5,33         |
| AC    | Kader N'Chobi     | 6             | 5,25         |
| BC    | Geoffray Durbant  | 16            | 5,13         |
| BC    | Simon Elisor      | 7             | 5,14         |

### Notations de sites statistiques
Les sites spécialisés en statistiques Sofascore et FotMob collectent à chaque match de Ligue 2 des milliers de points de données sur les performances individuelles de chaque joueur, et utilisent un algorithme pour les convertir en une note globale sur 10.
Après vingt-cinq journées, le joueur lavallois le mieux noté par ces deux sites est Julien Maggiotti,. Il est également le joueur le mieux noté de Ligue 2 selon Sofascore et selon FotMob.

## Aspects juridiques et économiques

### Éléments comptables
Le budget prévisionnel du club, présenté devant la DNCG le 8 juin 2022, est de 9,3 millions d'euros pour la saison 2022-2023, soit plus du double du budget en National. La DNCG décide l'encadrement de la masse salariale, une décision habituelle pour un club promu.
Le conseil départemental de la Mayenne apporte un soutien financier de plus de 350 000 euros, une participation en hausse.
D'après un classement établi par Ecofoot, le Stade lavallois dispose du 13ème budget de Ligue 2 pour la saison 2022-2023.

### Travaux de mise au norme du stade Francis-Le-Basser
Les travaux d'homologation en Ligue 2 du stade débutent en juin. Le chantier le plus coûteux est le passage d'un éclairage au sodium à un éclairage leds. Les autres travaux sont l'installation d'un poste de commandement, des aménagements pour l'accueil des visiteurs et de la presse, et une rénovation des vestiaires. Le coût des travaux est de 500 000 euros, pris en charge par Laval Agglomération. Le 29 juillet 2022, la FFF et la LFP valident l'homologation du stade Francis-Le-Basser pour la Ligue 2.

## Affluences
Avec 7 026 spectateurs en moyenne après onze matches à domicile, le Stade lavallois dispose de la douzième affluence moyenne de Ligue 2. Pour le club il s'agit de la meilleure affluence moyenne depuis 34 ans (7 093 spectateurs lors de la saison 1988-1989, la dernière du club en Division 1).
Les matches face à Guingamp (J2), Le Havre (J6), Bordeaux (J10), Caen (J12), Saint-Étienne (J35) sont joués à guichets fermés.
À mi-saison, le club est quatrième du championnat des tribunes.

## Décès
En décembre 2022, le Stade lavallois est endeuillé par la mort de Venant Sochon, le plus âgé des abonnés du club, à qui les médias nationaux avaient consacré plusieurs reportages pendant l'année,, et par celle de Jean Barré, ancien joueur et entraîneur du club dans les années 1960. Un hommage leur est rendu au stade Francis-Le-Basser le 30 décembre.